# Brama Brandenburska

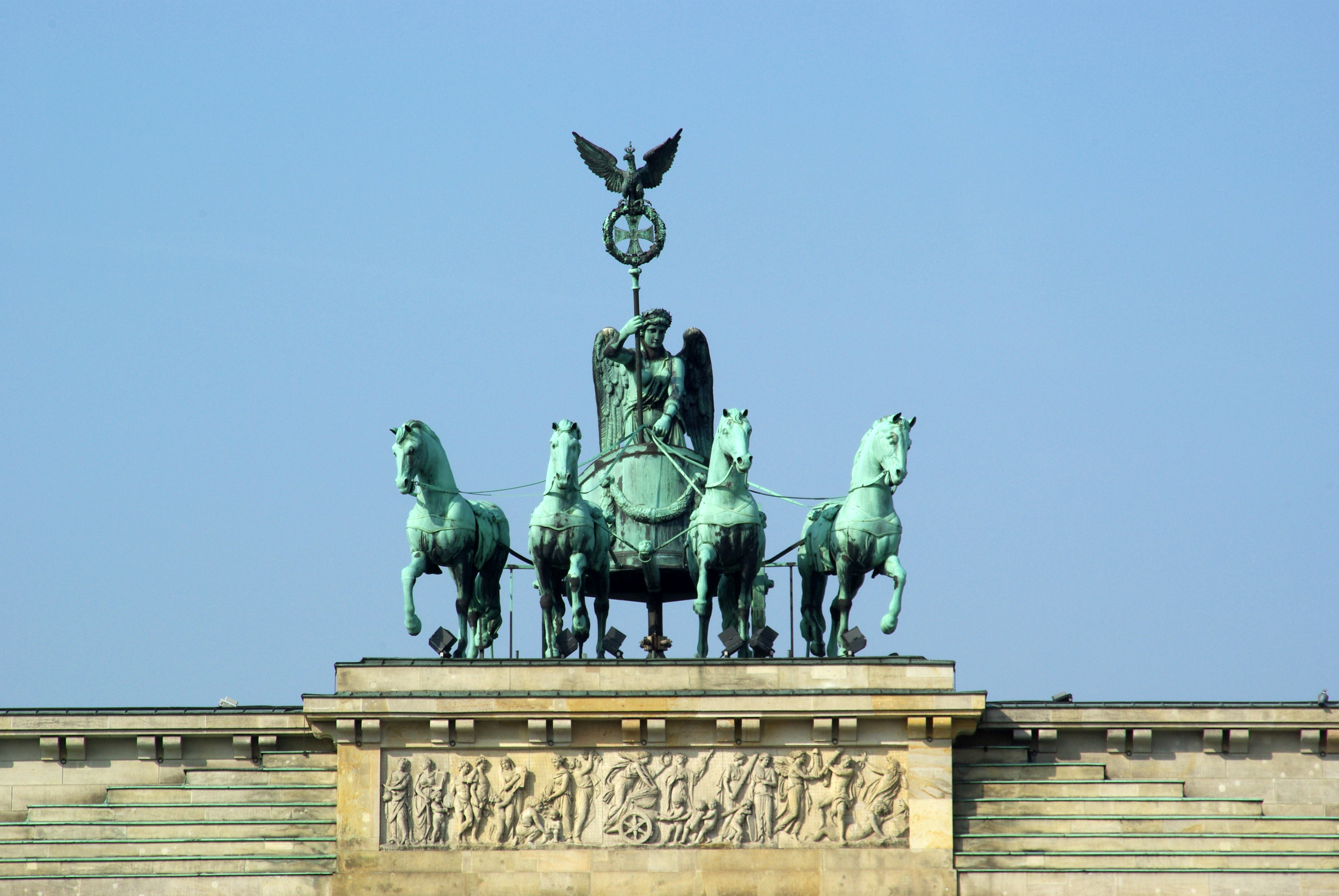
Kwadryga – zwieńczenie bramy

Brama Brandenburska (niem. Brandenburger Tor) – zabytkowa budowla w Berlinie, zaprojektowana przez śląskiego architekta Carla Gottharda Langhansa. Budowano ją w latach 1788–1791. Jest jednym z charakterystycznych punktów miasta.
Budowana po wojnie siedmioletniej, w czasach umacniania się Królestwa Prus. W 1793 roku została wzbogacona kwadrygą, którą powoziła naga wówczas Wiktoria, bogini zwycięstwa uwieńczona dębowymi liśćmi. Pomalowana na biało budowla została wtedy nazwana Bramą Pokoju.
Brama Brandenburska jako symbol Pokoju i Wolności od 3 października 1990, w rocznicę zjednoczenia Niemiec, jest znowu w swej oryginalnej formie. Remont tej historycznej budowli trwał dwa lata.
Zabytek znajduje się na niemieckich rewersach monet 10, 20 i 50 eurocentów jako symbol zjednoczenia państwa niemieckiego.

## Architektura

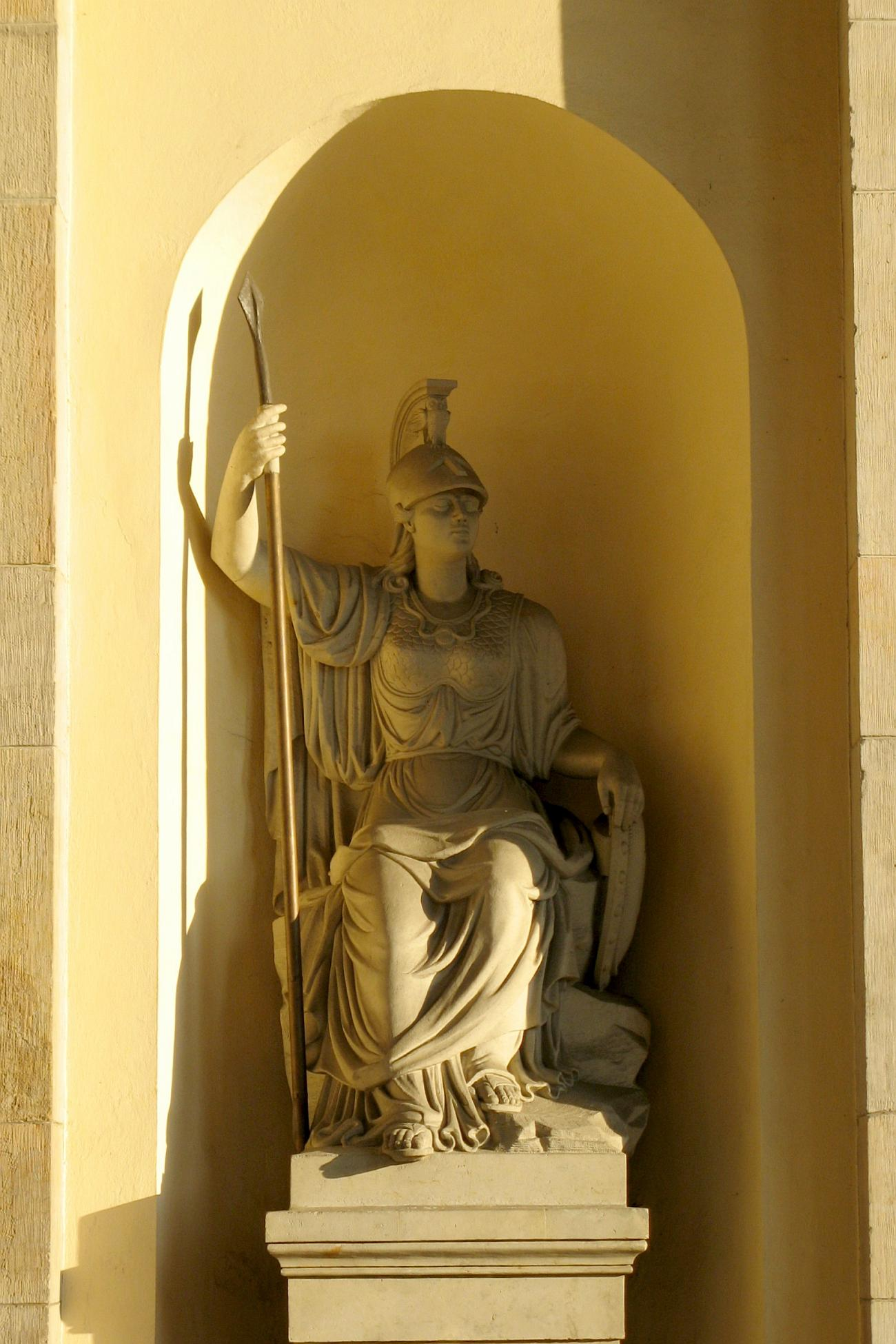
Posąg Minerwy w lewej przybudówce

Brama Brandenburska ma wysokość 26 m, szerokość 65,5 m i głębokość na 11 m. Zbudowano ją w stylu wczesnoklasycystycznym z piaskowca łabskiego (który wydobywała berlińska firma kamieniarska Zeidler & Wimmel) i piaskowca z okolic Lwówka Śląskiego. Została ukształtowana na wzór propylei akropolu ateńskiego. W bramie jest pięć przejazdów, z których środkowy jest odrobinę szerszy od innych i dwie przybudówki. Po obu stronach Bramy znajduje się po sześć kolumn o wysokości 15 metrów w stylu doryckim z jońskim żłobkowaniem (kanelurami). Bazy kolumn mają średnicę 1,75 m.  Attyka i filary dzielące przejazdy są pokryte reliefami, które przedstawiają m.in. czyny Herkulesa. W obu przybudówkach stoją wielkie posągi przedstawiające Marsa, chowającego miecz do pochwy i boginię Minerwę z lancą. Modele obu rzeźb zostały wykonane przez Johanna Gotfryda Schadowa w 1792 r. Mars został wykonany przez Carla Friedericha Wichmanna, a Minerwa – Johana Daniela Metzlera. Figury zostały zniszczone podczas II wojny światowej i zastąpiono je w latach 1951–1952 kopiami wykonanymi przez zespół rzeźbiarski Kranolda.
Po obu stronach bramy od początku powstania budowli znajdowały się przybudówki dla straży i celników. Po zniesieniu berlińskiego muru cłowo-akcyzowego na przełomie lat 1867 i 1868, przybudówki zastąpiono kolumnadami. Wykonał je uczeń szkoły schinkelowskiej Heinrich Strack w 1868. Nowe kolumnady komponowały się o wiele lepiej z bramą.
Zwieńczeniem Bramy jest miedziana rzeźba o wysokości 5 metrów, którą także wykonał Schadow. Przedstawia uskrzydloną boginię zwycięstwa Wiktorię, która kieruje kwadrygę do miasta.

## Historia

### Budowa

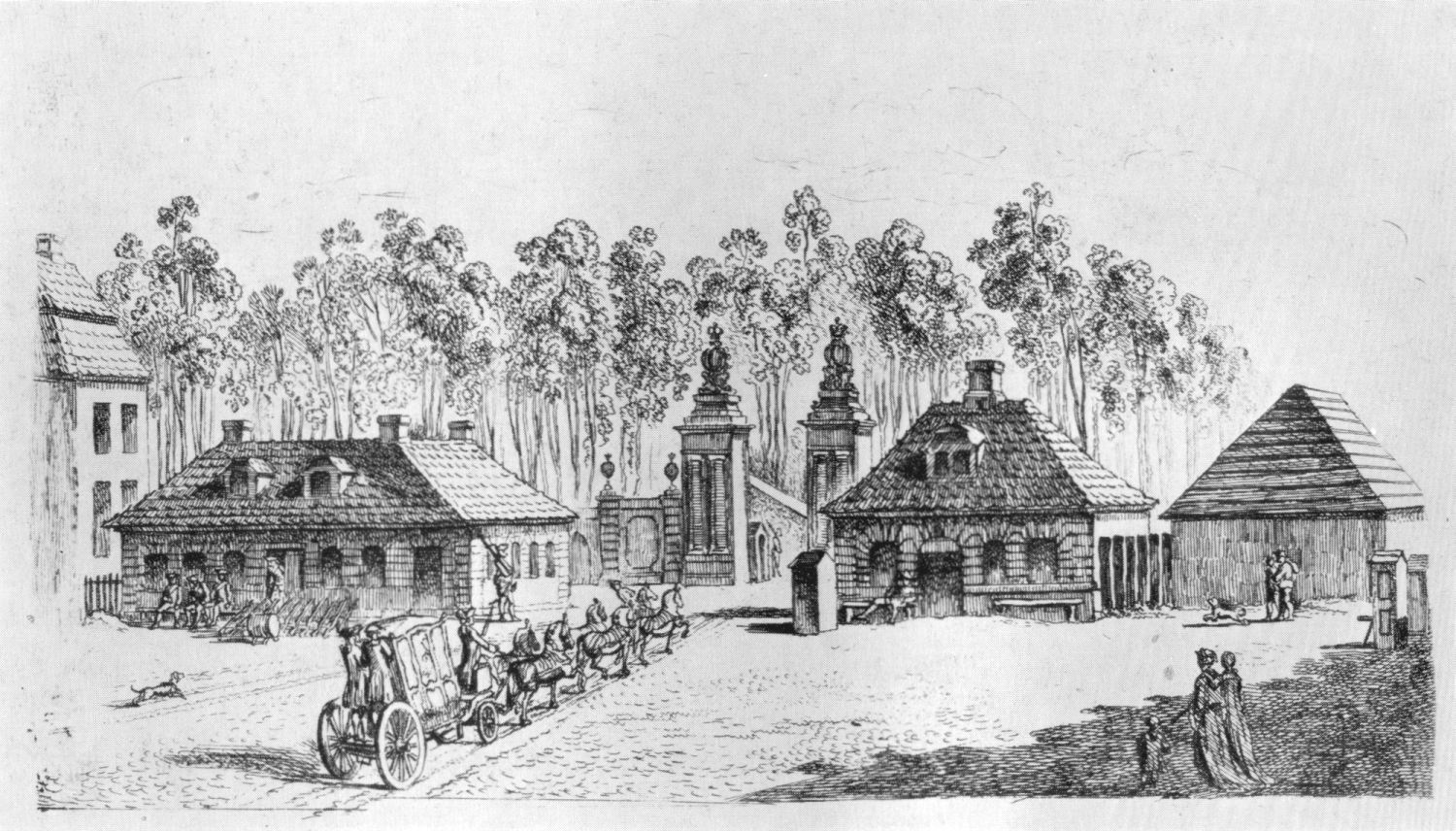
Brama Brandenburska w 1764, widok na zachód w stronę Zoo

Razem z berlińskim murem celnym powstała w 1734 poprzedniczka obecnej Bramy Brandenburskiej, która służyła ówcześnie jako brama miejska na drodze biegnącej do Brandenburga, tj. na zachód od miasta, aleją Unter den Linden ze Schlossplatz przez królewskie tereny łowieckie w Großer Tiergarten. W związku z rozbudowywaniem muru, z rozkazu króla stworzono od podstaw nową bramę, która miała zarazem upamiętniać jego zmarłego niedawno poprzednika, Fryderyka II, którego blask miał spaść także na jego następców.
W 1793 ustawiono na bramie figurę kwadrygi powożonej przez uskrzydloną boginię Nike (ew. Wiktorię). Istnieje teoria, że kwadrygą powozi bogini pokoju Ejrene, lecz jest ona z wielu powodów mało prawdopodobna. Jednym z nich jest fakt, że Ejrene nigdy nie była przedstawiana ze skrzydłami. Są też inne dowody, jak choćby protokół między Langhansem i Schadowem z 13 marca 1789, które jednoznacznie wskazują na Wiktorię.

### Uprowadzenie i powrót Kwadrygi

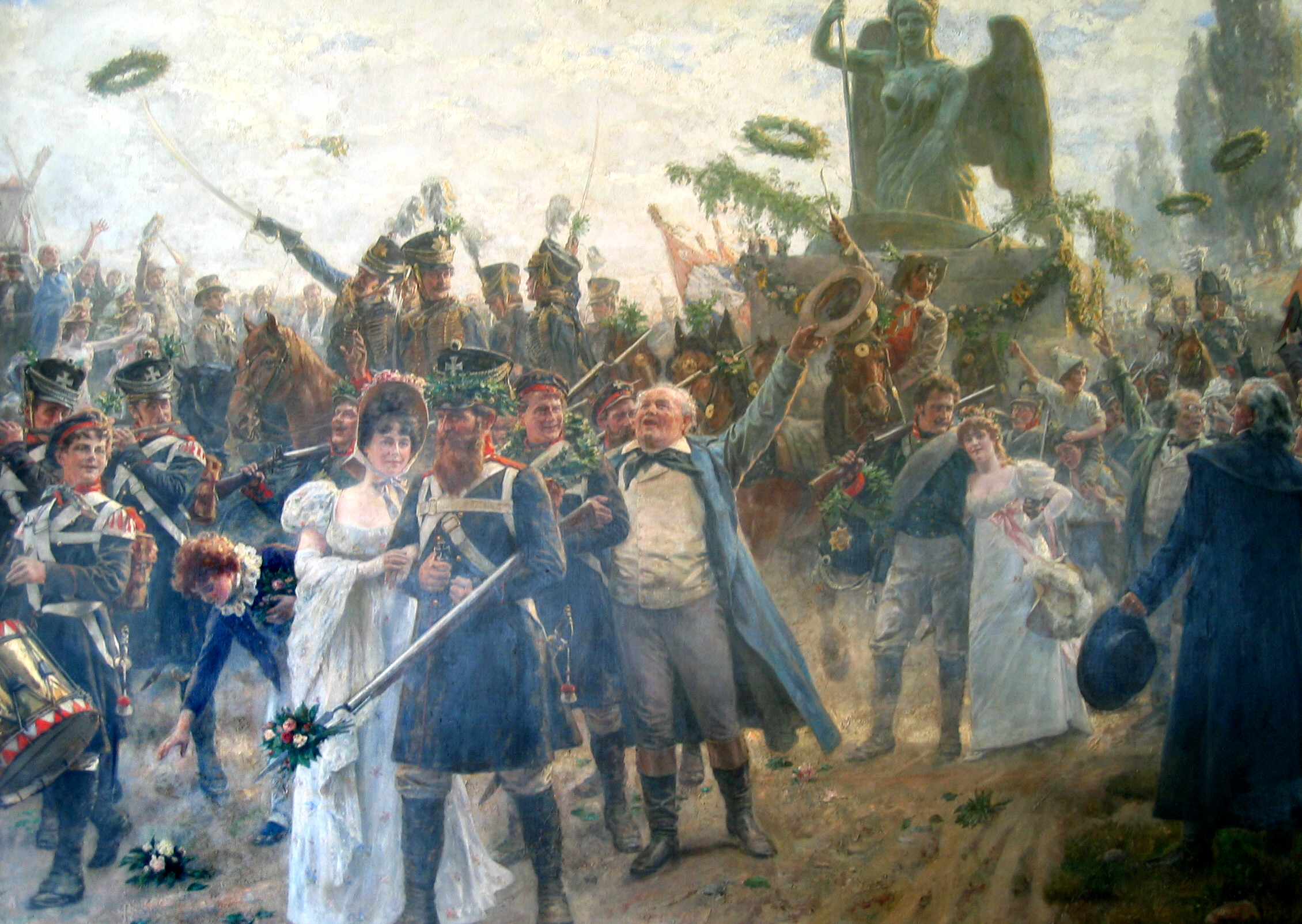
Obraz Viktoria! – Die Rückkehr der Quadriga 1814 autorstwa (Zwycięstwo! – Powrót Kwadrygi) Rudolfa Eichenstaedta

Po bitwie pod Jeną-Auerstedt Napoleon Bonaparte zabrał kwadrygę do Paryża, gdzie zamierzał ją umieścić na stałe, nie doszło jednak do tego z powodu odsunięcia cesarza od władzy. Po zajęciu Paryża gen. Ernst von Pfuel został komendantem pruskiego sektora stolicy Francji. Jemu to właśnie zawdzięczają berlińczycy powrót Wiktorii na Bramę. W 1814 r. ludzie Blüchera zapakowali Kwadrygę w skrzynie i odesłali do Berlina, gdzie ją odrestaurowano. Podczas renowacji uzupełniono ukoronowanego orła pruskiego siedzącego na wieńcu dębowym o nowy symbol władzy – zaprojektowany przez Karla Friedricha Schinkela – Krzyż Żelazny.  Podczas likwidacji muru celnego w latach 80. XIX w. rozebrano prawie wszystkie ówczesne bramy miejskie. Jedyną istniejącą po dziś dzień jest Brama Brandenburska.

### W Cesarstwie Niemieckim
Środkowy przejazd bramy był zarezerwowany wyłącznie dla członków rodziny cesarskiej, ich osobistych gości i członków rodu Pfuel, aż do abdykacji cesarza Wilhelma II w 1918.

### W III Rzeszy
30 stycznia 1933 SA świętowało przejęcie władzy przez narodowych socjalistów wieczornym przemarszem z pochodniami, którego trasa prowadziła m.in. przez Bramę.
W okresie II wojny światowej wykonano odlew gipsowy kwadrygi. Podczas operacji berlińskiej w 1945 została kilkukrotnie ostrzelana przez wojska niemieckie po tym, jak zawieszono przy niej czerwoną flagę. W wyniku ostrzału figura uległa zniszczeniu, a jedyną częścią, jaka została w całości, była głowa jednego z koni (znajduje się obecnie w Märkisches Museum w Berlinie). Także przybudówki bramy zostały mocno zniszczone.

### Odbudowa po II wojnie światowej
Berliński magistrat orzekł 21 września 1956, że jedyna zachowana brama miejska ma zostać odbudowana. Obie części miasta współpracowały przy odbudowie, mimo wielu sprzeczek i wzajemnych oskarżeń. Rekonstrukcja została zakończona 14 grudnia 1957. Radni Berlina wschodniego ustalili jednak, że kwadryga ma być pozbawiona orła i Żelaznego Krzyża, jako że były symbolami pruskiego militaryzmu.

### Czasy podziału

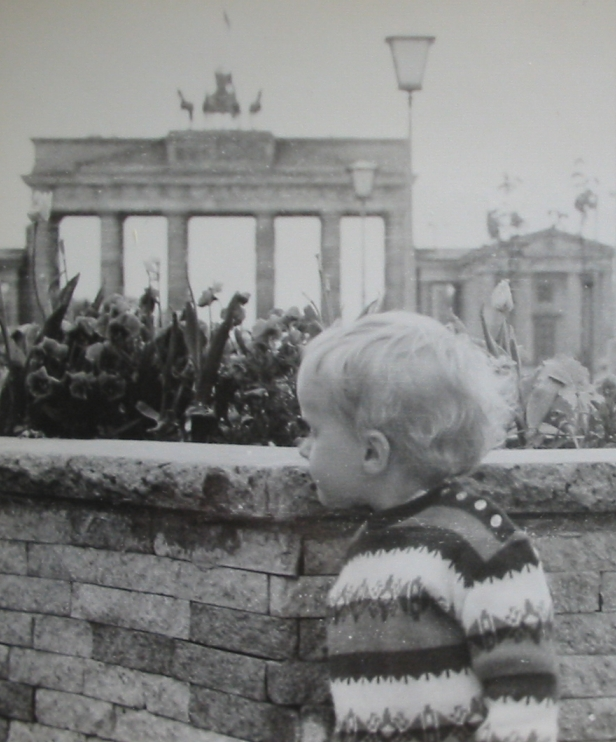
Berlin wschodni w 1968, zapora z donic z kwiatami na Placu Paryskim

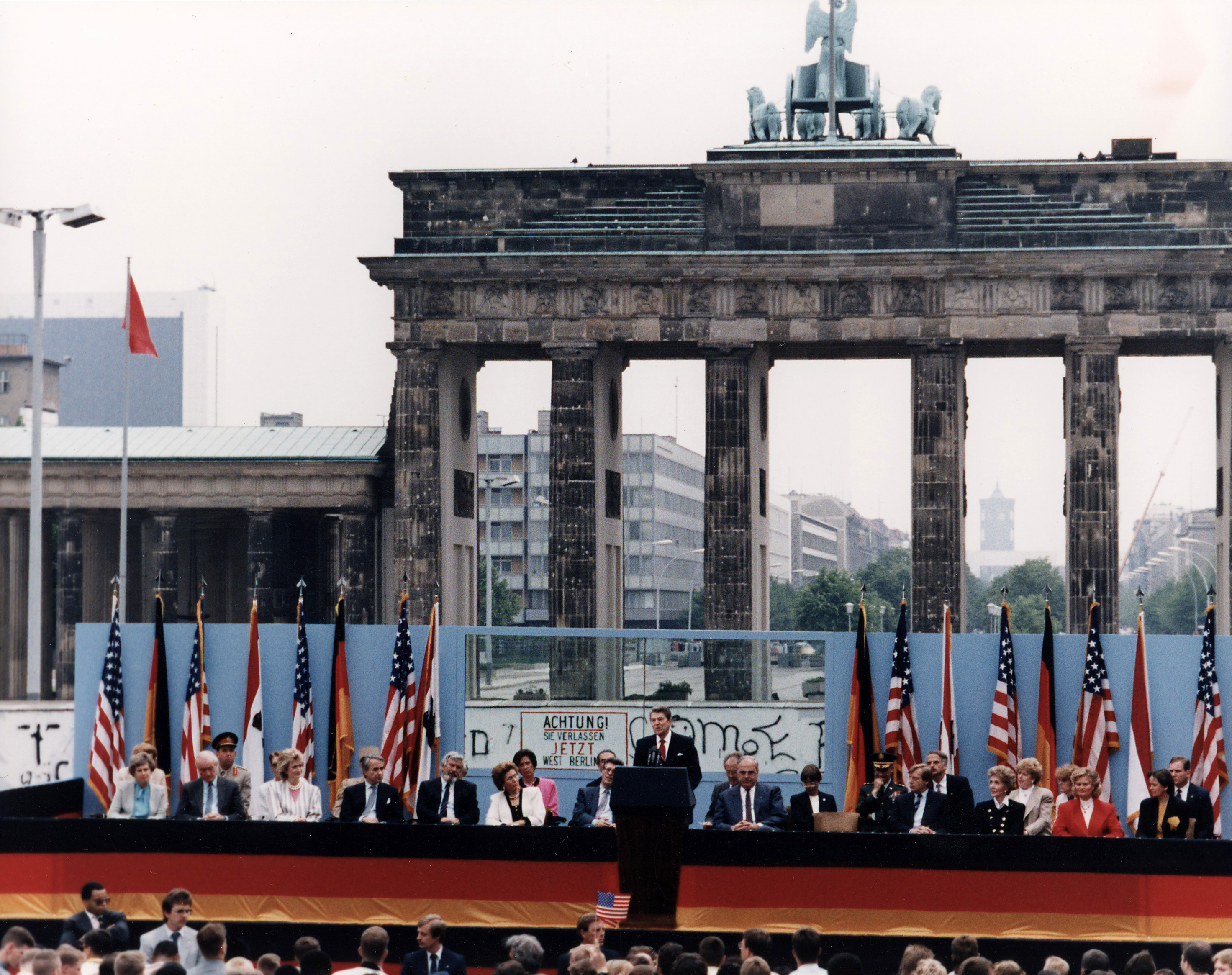
Prezydent Stanów Zjednoczonych Ronald Reagan w Berlinie Zachodnim podczas przemowy w 1987

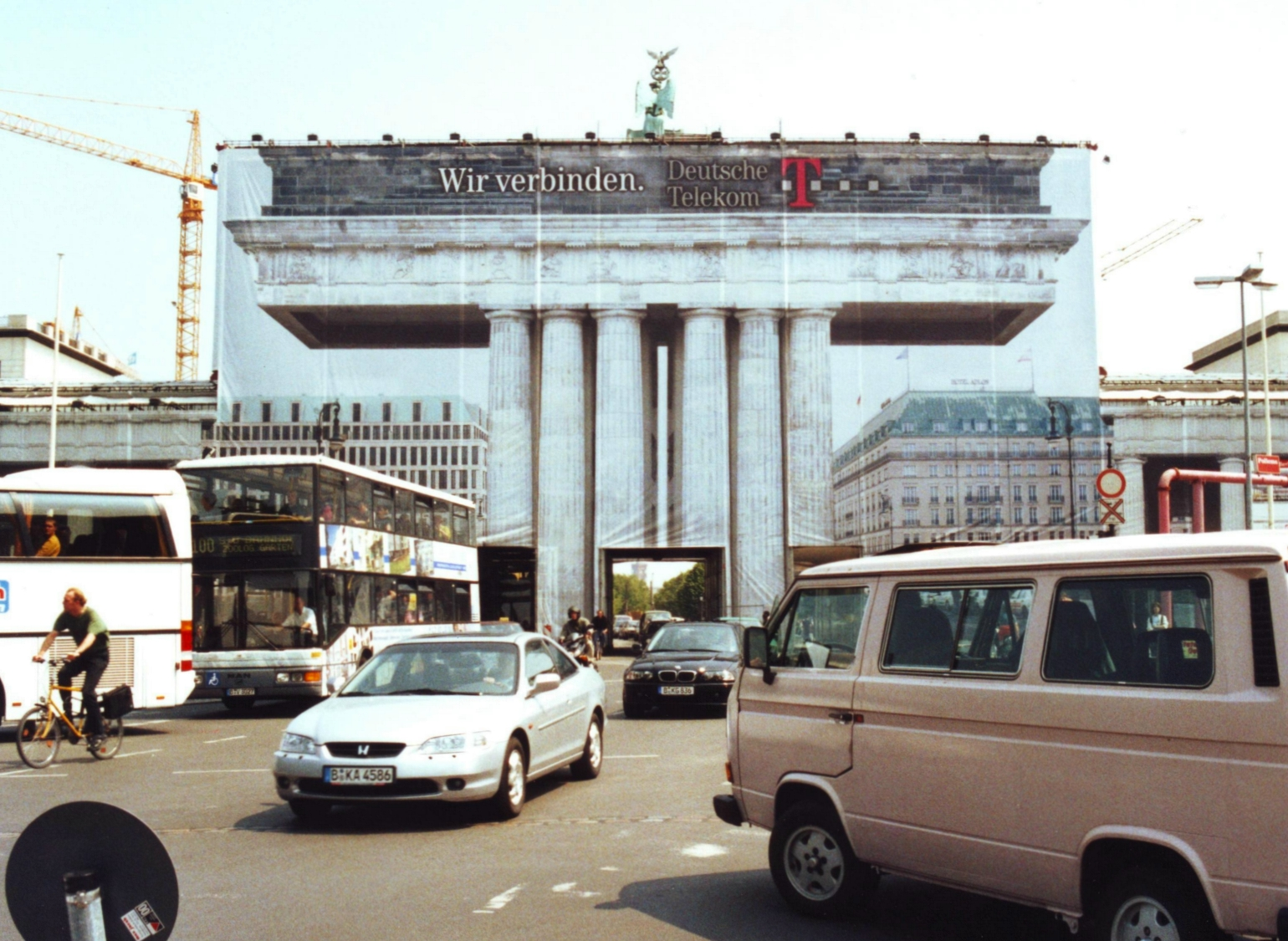
Podczas odrestaurowywania, czerwiec 2001

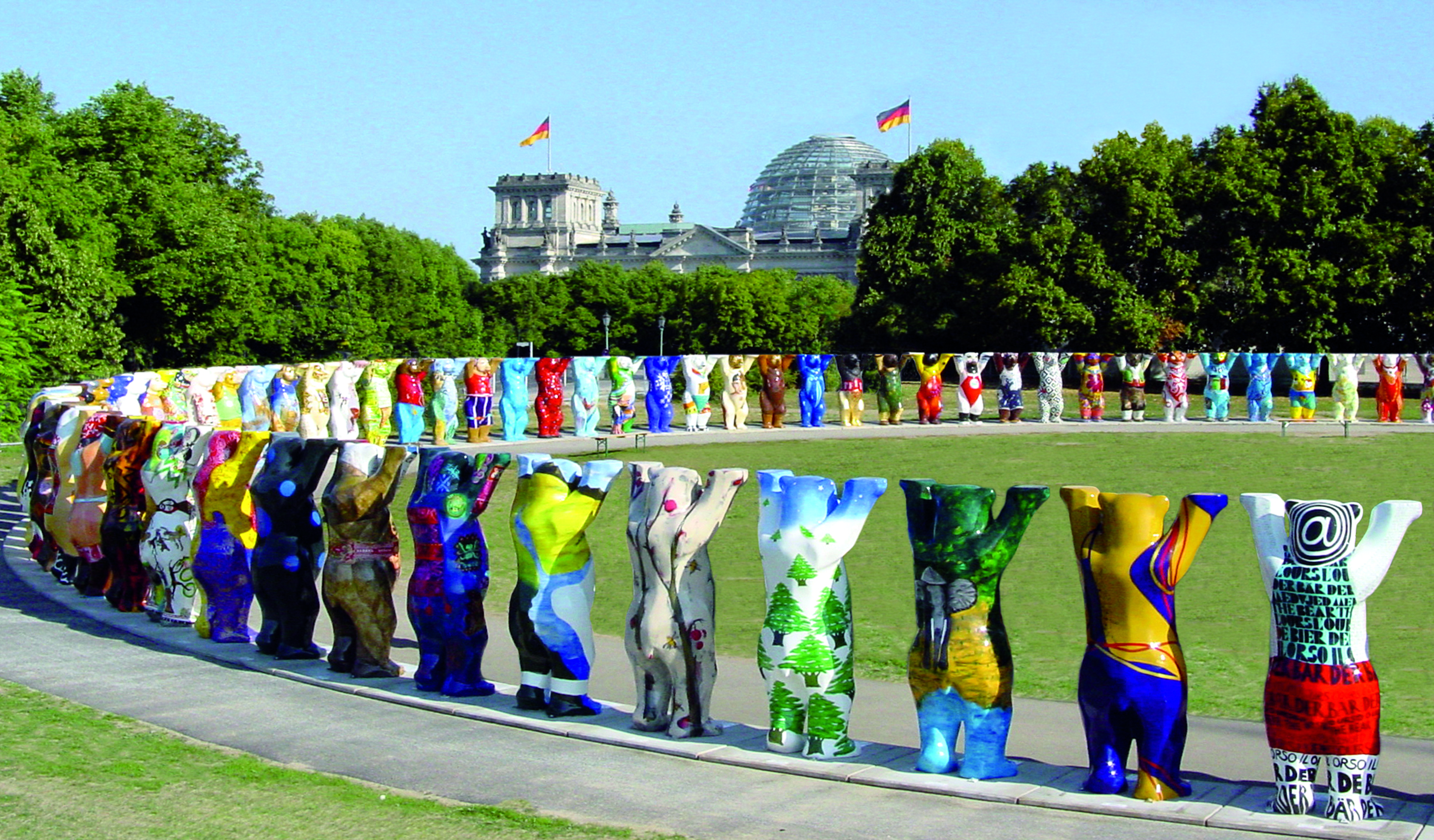
Wystawa United Buddy Bears przy Bramie Brandenburskiej – od 2002 Niemiecki Ambasador Dobrej Woli.

Budowa Muru Berlińskiego 13 sierpnia 1961 spowodowała, że brama stanęła na środku obszaru granicznego i nie można było jej przekroczyć ani z części wschodniej, ani z zachodniej. Jedynie NRD-owskie służby graniczne, personel centrum informacyjnego przy Bramie Brandenburskiej i odwiedzający (zazwyczaj goście państwowi NRD) wpuszczani na platformę widokową, mogli się zbliżyć do budowli.
Trafne było późniejsze spostrzeżenie prezydenta Niemiec Richarda von Weizsäckera Jak długo Brama Brandenburska zostanie zamknięta, tak długo sprawa Niemiec zostanie otwarta. 12 czerwca 1987 prezydent USA, Ronald Reagan podczas swej wizyty w Berlinie powiedział przed Bramą: Panie Gorbaczow, niech pan otworzy tę bramę! Panie Gorbaczow, niech pan zburzy ten Mur!

### Upadek Muru Berlińskiego
Mur Berliński upadł po 28 latach istnienia, w czasie pokojowej rewolucji w Niemczech, tzw. Wende, będącej częścią Jesieni Ludów w 1989 r. Razem z upadkiem Muru 22 grudnia 1989 roku odbyło się uroczyste otwarcie Bramy Brandenburskiej, w którym brało udział ponad 100 tys. osób. Krótko po tym usunięto całkowicie także pozostałe umocnienia graniczne.
W czasie nocy sylwestrowej 1989/1990 grupa ludzi wdrapała się na szczyt Bramy i pozbawiła kwadrygę kilku części (m.in. ogłowia). Wykonane w związku ze zdarzeniem oględziny wykazały istnienie o wiele poważniejszych zniszczeń: od budowy Muru nie wykonywano żadnych prac konserwatorskich przy kwadrydze, przez co większość wewnętrznych, stalowych części, była mocno przerdzewiała. Z tego powodu natychmiastowo zdemontowano i odnowiono figurę, a podczas prac renowacyjnych oddano kwadrydze Krzyż Żelazny i orła. Koszty utrzymania kwadrygi wynoszą rocznie około 200 tys. euro.
Także brama, a głównie jej części z piaskowca, wymagały znacznego remontu. 3 października 2002 roku, po dwudziestodwumiesięcznej renowacji, odbyło się uroczyste odsłonięcie odnowionego monumentu.

### Włączenie do ruchu drogowego
W latach 90. XX w. wielokrotnie prowadzono w Berlinie dyskusje na temat otwarcia Bramy dla ruchu drogowego. Głównym argumentem przeciw były zniszczenia, jakie spaliny samochodów wywoływałyby w piaskowcu i fakt, iż planowano zamknąć Plac Paryski dla ruchu drogowego. Obecnie Brama Brandenburska jest zamknięta dla ruchu samochodowego. Pojawiają się jednak propozycje, by wydawać za opłatą specjalne zezwolenia dla pojedynczych przejazdów (np. dla nowożeńców).

### Pokój Ciszy
W północnej przybudówce znajduje się od 1994 pokój do medytacji, zbudowany na wzór „Pokoju Ciszy”, jaki kazał utworzyć Dag Hammarskjöld dla siebie i swych współpracowników w kwaterze ONZ w Nowym Jorku. Celem było stworzenie miejsca dla cichego zastanowienia, pośród wielkomiejskiego gwaru. Jest to miejsce tolerancji między narodami, religiami i miejsce pokoju.
Myśl o stworzeniu w centrum Berlina Miejsca Ciszy zrodziła się pod koniec lat osiemdziesiątych XX w. w kręgach intelektualnych Berlina Wschodniego. W 1993 powołano w tym celu „Towarzystwo Wspierania Miejsca Ciszy w Berlinie” pod patronatem dr. Hanny Renaty Laurien. Działania Towarzystwa (we współpracy z Senatem Berlina) doprowadziły do otwarcia Miejsca Ciszy w dniu 27 października 1994.
Pokój Ciszy urządzony jest bardzo skromnie. Jego jedyną ozdobą jest gobelin wykonany przez Rittę Hager z Budapesztu. Na ścianie przedsionka umieszczono piktogram w formie płaskorzeźby zaprojektowany przez Franza Prentke z Berlina.

### Brama Brandenburska chronologicznie

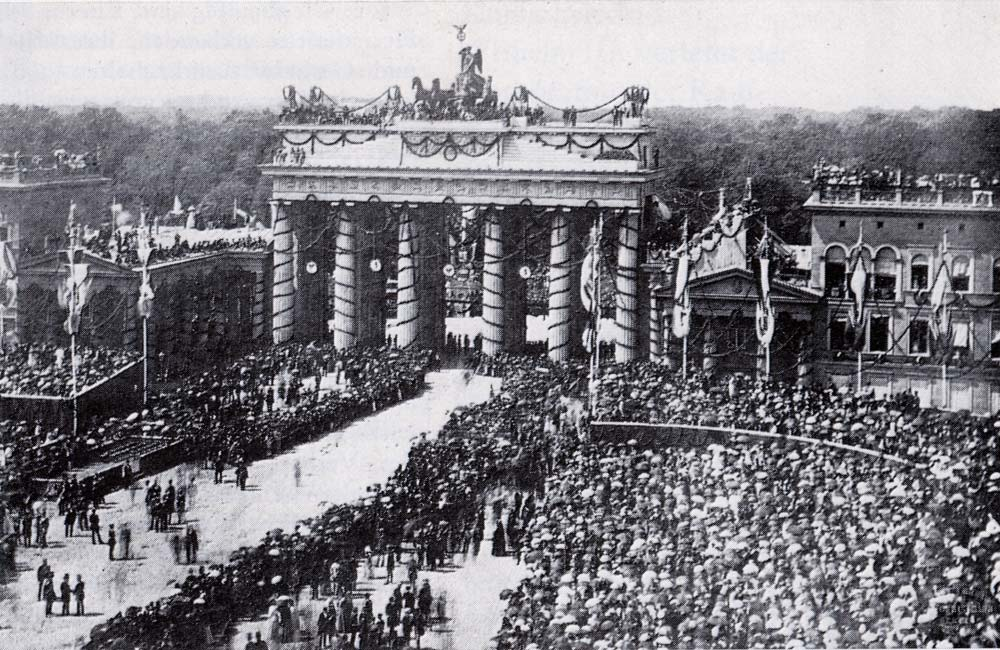
1871
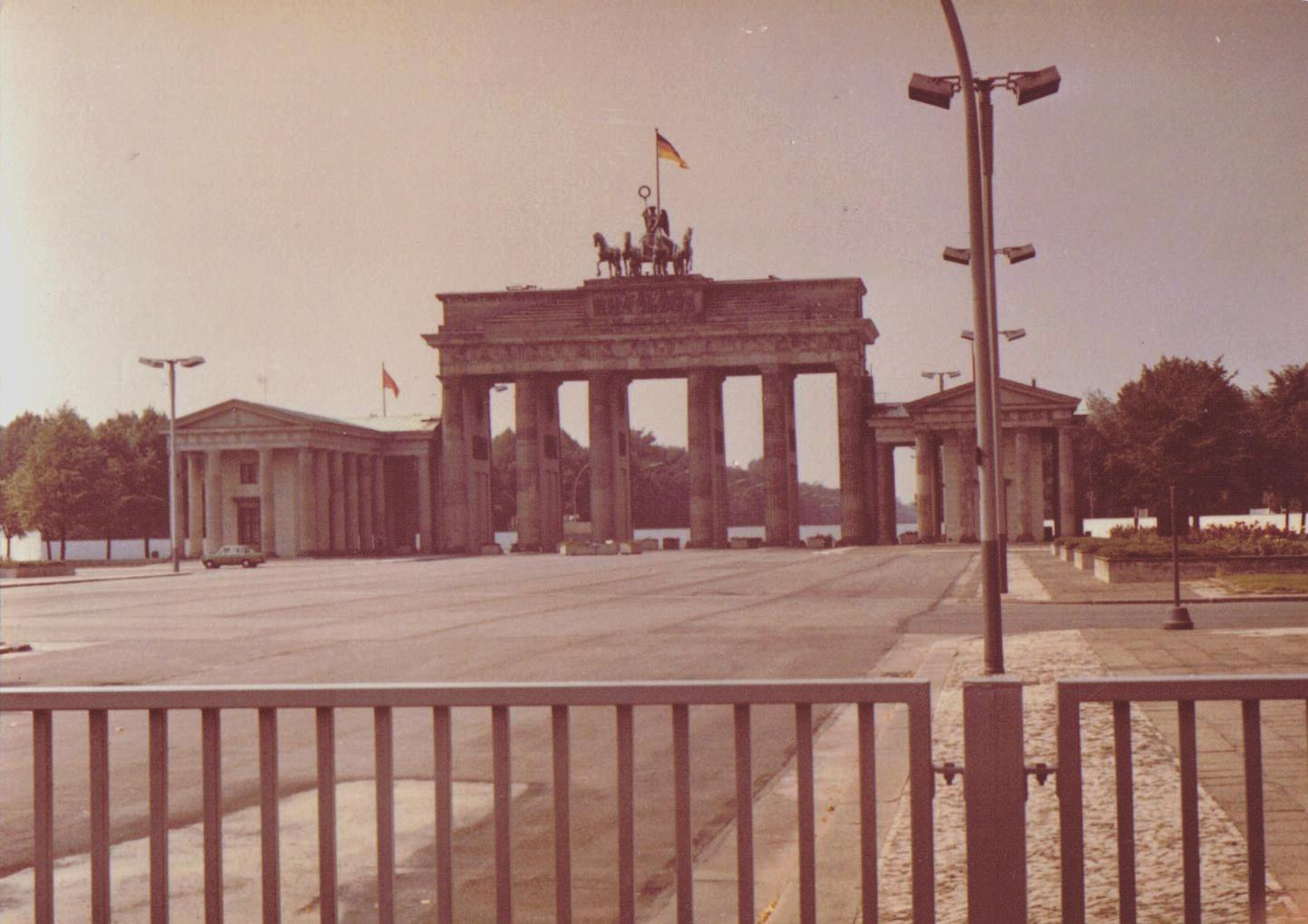
lata 70. XX w.
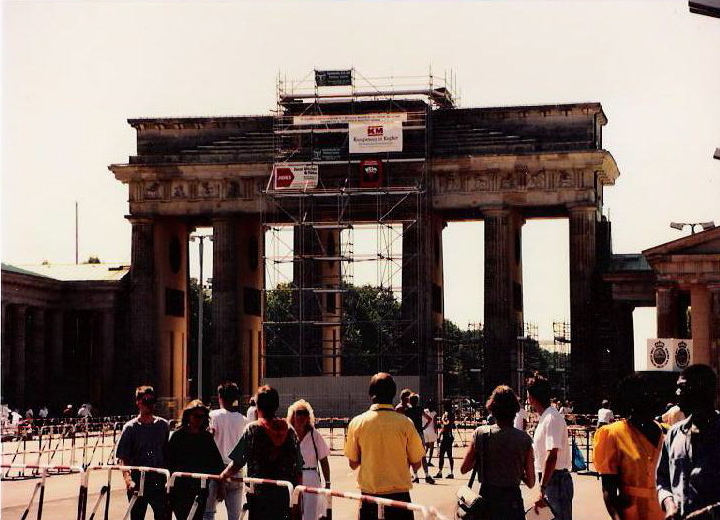
1991 (renowacja)
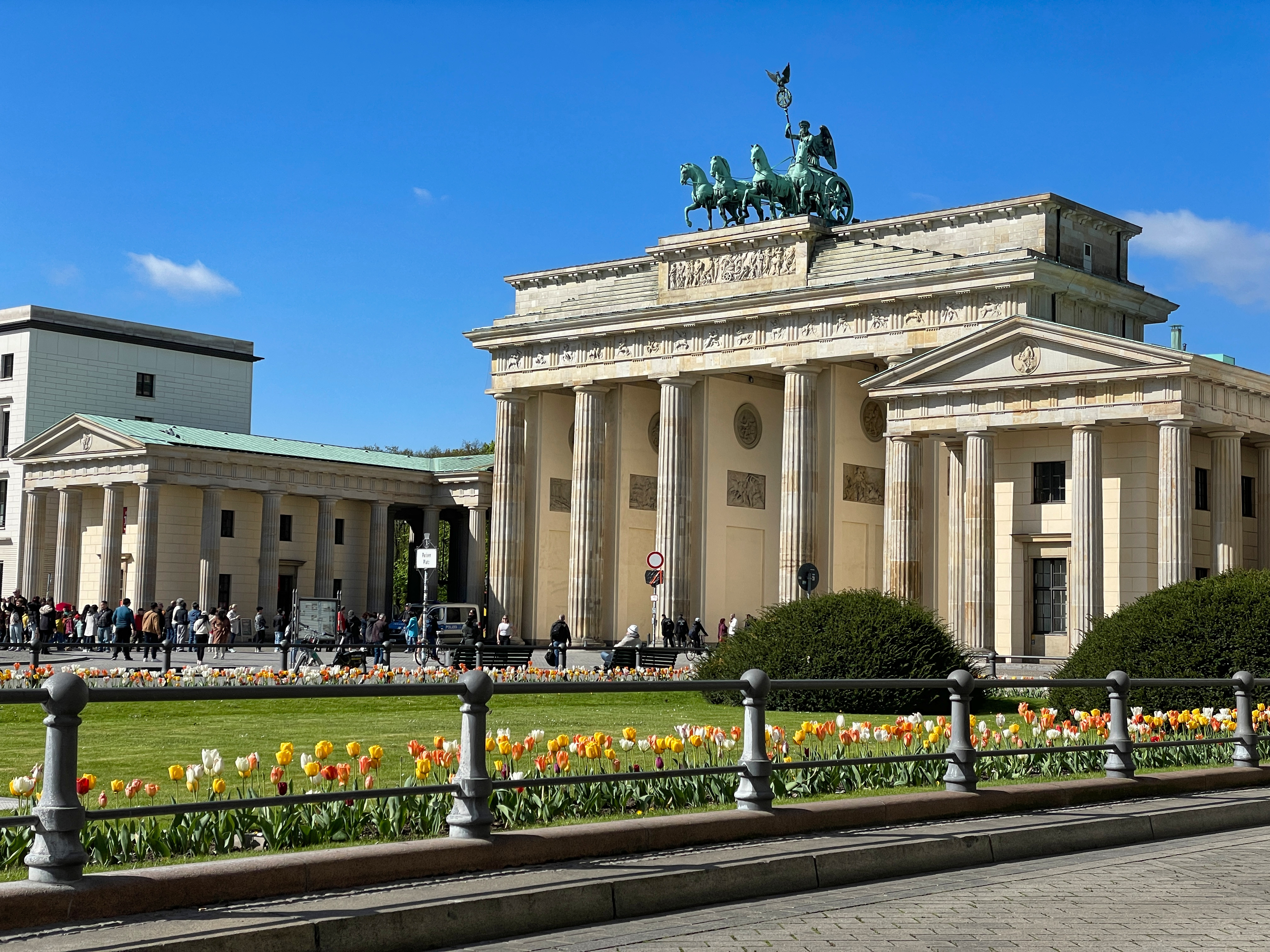
2023

## Odwzorowania i reprodukcje
Brama Brandenburska jest często używana jako symbol niemieckiej jedności:
Brama widnieje na rewersach niemieckich monet euro o nominale 10, 20 i 50 centów. Znajdowała się także na rewersie banknotów pięciomarkowych ostatniej serii. Istniała także seria znaczków pocztowych wydawana przez pocztę niemiecką, poświęcona tej budowli.
W parku rozrywkowym Phantasialand pod Brühl istnieje reprodukcja Bramy Brandenburskiej. Służy za wejście do najstarszej części parku, uproszczonej reprodukcji miasta Berlin. Brama jest wybudowana w skali 1:2 i znacznie uproszczona.

Brama na banknocie 5-markowym
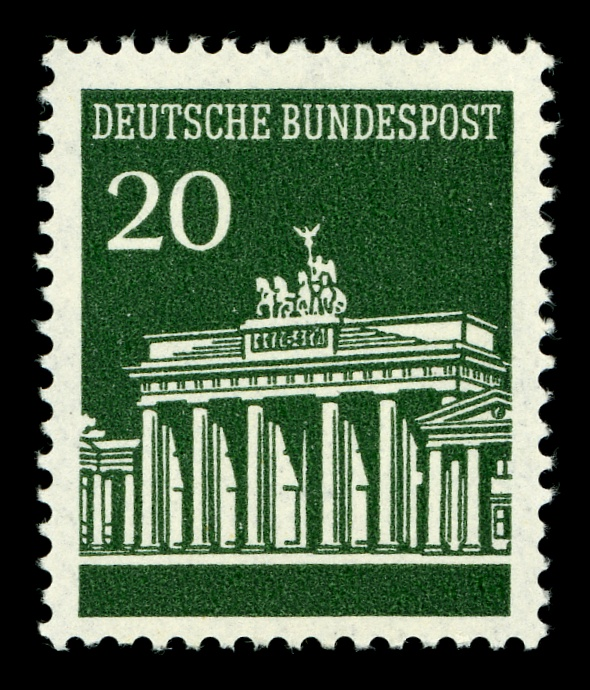
Znaczek pocztowy z serii Brama Brandenburska, wydawany od 1966 r.
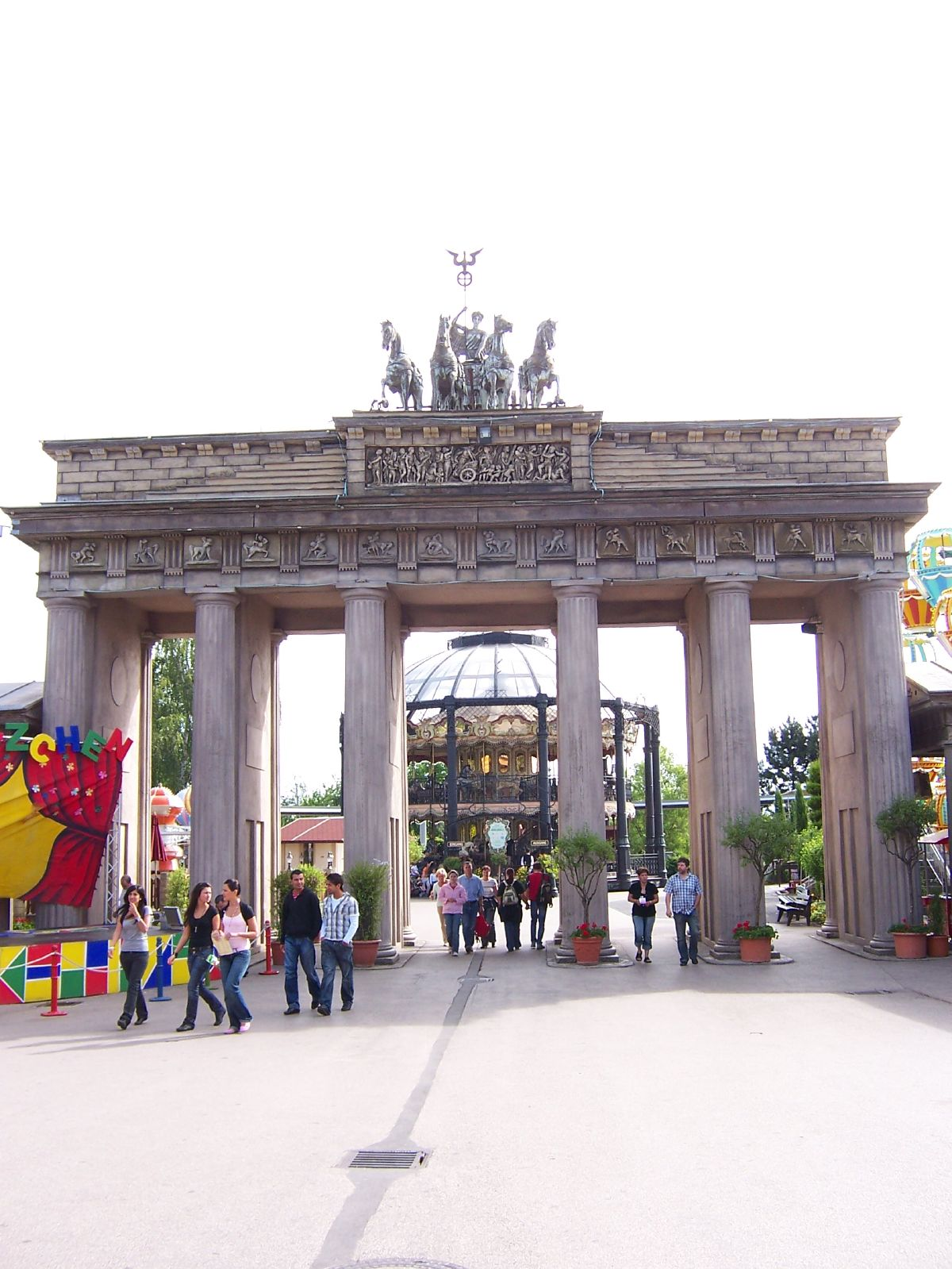
Reprodukcja Bramy w Phantasialand